# علی فرج
علی عمرو فراگ (عربی: علی عمرو فرج ; متولد ۲۲ آوریل ۱۹۹۲) یک اسکواش‌باز حرفه‌ای مصری است. او قهرمان جهان در سال‌های ۲۰۱۸–۱۹، ۲۰۲۰–۲۱ و ۲۰۲۱–۲۲ است و در حال حاضر توسط انجمن حرفه‌ای اسکواش (PSA) در رتبه اول جهان قرار دارد.

## تحصیلات
فراگ در سال ۲۰۱۴ در رشته مهندسی مکانیک از دانشگاه هاروارد فارغ‌التحصیل شد.
فراگ همچنین به عنوان یکی از بهترین اسکواش بازان تاریخ کالج فارغ‌التحصیل شد و در سه سالش تنها دو شکست را متحمل شد. به عنوان عضوی از تیم اسکواش دانشگاه هاروارد، فاراگ دو عنوان ملی انفرادی را به دست آورد و کمک کرد تا هاروارد به اولین عنوان تیمی خود در ۱۷ سال در سال ۲۰۱۴ برسد.

## شغل حرفه ای
پس از فارغ‌التحصیلی، فراگ به رشته حرفه ای بازگشت، جایی که از آن زمان شروع به صعود سریع در رنکینگ جهانی کرده‌است. او در آوریل ۲۰۱۵ به دلیل رسیدن به قرعه کشی اصلی ال گونا دعوتی به عنوان یک بازی مقدماتی و برای کسب عناوین متوالی در ایرلند، به عنوان بهترین بازیکن ماه (PSA) انتخاب شد. فراگ در نهایت خود را به عنوان یکی از بهترین‌های بازی معرفی کرد.
فراگ اولین عنوان جهانی خود را در سال ۲۰۱۹ با غلبه بر طارق مؤمن در فینال کسب کرد و در ادامه سلطه اخیر مصر بر این ورزش ادامه داد. او به فینال مسابقات قهرمانی آزاد بریتانیا در سال ۲۰۱۹ رسید اما توسط همکار مصری خود محمد الشرباگی شکست خورد. در سال ۲۰۲۱، او دوباره به فینال مسابقات قهرمانی آزاد بریتانیا در سال ۲۰۲۱ رسید اما این بار توسط پل کول نیوزیلندی شکست خورد.

## زندگی شخصی
او با نور الطیب همکار اسکواش حرفه ای خود ازدواج کرده‌است و این زوج رکورد جدیدی را به نام اولین زوج متأهلی که هر دو پس از قهرمانی در یو اس اوپن در سال ۲۰۱۷ موفق به کسب عنوان اصلی در یک روز شدند، به دست آوردند. این زوج در مسابقات آزاد آمریکا ۲۰۱۹ به تکرار همان رکورد نزدیک بودند، اما طیب فینال خود را در یک تریلر باریک ۵ بازی شکست داد.